# Heliconius deinia
Heliconius deinia är en fjärilsart som beskrevs av Heinrich Benno Möschler 1877. Heliconius deinia ingår i släktet Heliconius och familjen praktfjärilar. Inga underarter finns listade i Catalogue of Life.